# Druckgießmaschine
Die Druckgießmaschine ist eine technische Vorrichtung (Maschine), die durch das Druckgussverfahren Produkte oder deren Vorstufe fertigt.
Man unterscheidet im Wesentlichen zwei Bauarten von Druckgussmaschinen, nämlich solche mit kalter und warmer Befüllungskammer.

## Warmkammer-Verfahren
Die Druckgießmaschinen mit warmer Befüllkammer enthalten als Besonderheit unmittelbar in der Schmelze, die in einem Tiegel warmgehalten wird, eine Konstruktion, die den Ofen mit der Druckgießform verbindet, Gießbehälter genannt. Die Druckgussmaschine und der Warmhalteofen bilden eine Einheit. Die Gießeinheit (Gießbehälter) befindet sich auch in der Schmelze. Dadurch wird ein Vergießen von Werkstoffen auf Aluminium- oder Kupferbasis unmöglich, denn bei den höheren Temperaturen von mindestens 700 °C besteht eine Gefahr der Zerstörung der metallischen blanken Dauerformen durch die unkontrollierbare Diffusion.
Dieses Verfahren ist in der Industrie voll automatisierbar, und dadurch entstehen schnelle Taktzeiten von drei bis vier Sekunden, abhängig von der Maschinengröße. Bei solchen Maschinen wird das flüssige Metall (Zink-, Zinn- und Magnesiumlegierungen) durch den sich aufwärts bewegenden Presskolben eingesaugt. Bei der abwärts gerichteten Bewegung wird die Einlassöffnung verschlossen und das flüssige Metall in die Druckgießform gedrückt. Die Druckgießmaschinen besitzen eine hohe Wärmeabfuhrgeschwindigkeit. Dadurch wird das Gefüge des Gussteils sehr feinkörnig und unmittelbar unter der Randschale der Teile sehr dicht. Infolge der hohen Einströmgeschwindigkeit des flüssigen Metalls kann die Luft aus dem Formhohlraum nicht schnell genug entweichen. Auf diese Weise findet man im Innenteil der Gussstücke oft Porositäten, also Lufteinschlüsse.
Demnach hat das Warmkammer-Verfahren neben der Einschränkung, dass man keine aluminium- oder kupferhaltigen Werkstoffe vergießen kann, folgende Nachteile:
- Das Kanalsystem bis Mundstück ist immer heiß (bei Magnesiumlegierungen Temperatur bis 700 °C),
- Dichtigkeitsprobleme (am Übergang Gießbehälter zu Düsenkörper, Düsenkörper zu Düsenspitze, Düsenspitze zu Druckgusswerkzeug),
- hoher Verschleiß am Kolben und Gießbehälter,
- Lufteinschlüsse durch hohe Drücke.

Namhafte Hersteller von Warmkammerdruckgussmaschinen sind
- Oskar Frech
- EMC Colosio aus Italien

Gängige Maschinengrößen für Warmkammerdruckgussmaschinen bewegen sich zwischen 5 und 800t Zuhaltekraft.

## Kaltkammer-Verfahren
Bei den Kaltkammerdruckgießmaschinen sind die Druckgießmaschine und der Ofen zur Bereitstellung des flüssigen Metalls stets getrennt angeordnet, und die erforderliche Schmelzmenge wird manuell oder automatisch (per Dosierofen oder Schöpfgerät) in die Befüllkammer dosiert. Bei den Kaltkammerdruckgießmaschinen wird noch zusätzlich zwischen solchen mit horizontaler und vertikaler Anordnung unterschieden. Im folgenden Abschnitt wird die Kaltkammerdruckgießmaschine mit horizontaler Anordnung erläutert.
Bei Kaltkammer-Druckgießmaschinen wird zunächst das flüssige Metall in die Füllkammer eingefüllt. Mit dem horizontal beweglichen Presskolben erfolgen das Füllen der Gießform und das Erstarren unter Druck. Nach dem Öffnen der Druckgießform wird der „Schuss“ (Gussteil, Anguss, Überläufe und Presskuchen) aus der beweglichen Formhälfte ausgeworfen.
Dieses Verfahren eignet sich bevorzugt für Legierungen auf Aluminium- und Kupferbasis. Es werden aber auch Magnesiumlegierungen im Kaltkammerverfahren verarbeitet. Verfahrensbedingt erreicht man mit diesem Verfahren nicht die Stückleistungen wie beim Warmkammerdruckgießverfahren.
Namhafte Hersteller von Kaltkammerdruckgussmaschinen sind:
- EMC Colosio aus Italien
- Idra aus Italien
- Italpresse aus Italien
- Oskar Frech
- Bühler AG aus der Schweiz

sowie ehemals die Müller Weingarten Druckgusstechnik, welche von Oskar Frech übernommen wurde.
Gängige Maschinengrößen für Kaltkammerdruckgussmaschinen bewegen sich zwischen 125 und 4100 t Zuhaltekraft.